# Elisabetta Brusa
Pour les articles homonymes, voir Brusa.
Elisabetta Olga Laura Brusa (née le 3 avril 1954 à Milan) est une compositrice italienne, naturalisée britannique. Elle a étudié la musique au conservatoire de Milan. Bruno Bettinelli, Peter Maxwell Davies et Hans Keller ont été ses professeurs.

## Biographie
Elle est née le 3 avril 1954 à Milan en Italie 
En 1997, elle a épousé le chef d'orchestre Gilberto Serembe.

## Discographie
Trois CD de ses œuvres symphoniques (Works for Orchestra) ont été publiés par le label Naxos.
- Œuvres pour orchestre - vol. 1 : Florestan, Messidor, La triade, Nittemero Symphony, Fanfare - Orchestre symphonique national d'Ukraine, dir. Fabio Mastrangello (21-25 juin 2001, Naxos 8.555266) (OCLC 495848485)
- Œuvres pour orchestre - vol. 2 : Firelights, Adagio, Wedding Songs, Requiescat, Suite Grotesque, Favole - Orchestre symphonique national d'Ukraine, dir. Fabio Mastrangello (26-30 juin 2001, Naxos 8.555262) (OCLC 495848569)
- Œuvres pour orchestre - vol. 3 : Symphonie no 1, op. 10, Merlin, poème symphonique, op. 20 - Royal Scottish National Orchestra, dir. Daniele Rustioni (12-13 août 2001, Naxos 8.573437) (OCLC 919574623)

La compilation intitulée Animals in Music, également sur Naxos (2 CD (OCLC 875242272)), contient sa pièce « Favole » [Fables] (1982–1983), d'après Ésope, Andersen, La Fontaine et Perrault.